# Euhemicera pulcher
Euhemicera pulcher là một loài bọ cánh cứng trong họ Tenebrionidae. Loài này được Hope miêu tả khoa học đầu tiên năm 1842.